# Conus barbieri
Conus barbieri is een in zee levende slakkensoort uit het geslacht Conus. De slak behoort tot de familie Conidae. Conus barbieri werd in 1995 beschreven door G. Raybaudi Massilia. Net zoals alle soorten binnen het geslacht Conus zijn deze slakken roofzuchtig en giftig. Zij bezitten een harpoenachtige structuur waarmee ze hun prooi kunnen steken en verlammen.